# 3XL
3XL fue un canal de televisión español autonómico en catalán, que formó parte del ente público CCMA. Su programación estuvo dirigida al público de entre 13 y 25 años y compartió su frecuencia con Canal Super3, emitiendo en la franja nocturna desde las 21:30 hasta las 6:00.
El canal tomó su nombre del programa de televisión 3XL.net (posteriormente 3XL.cat), que se estrenó el 15 de mayo de 2000 en la segunda cadena de televisión catalana, Canal 33. Las emisiones de 3XL como cadena independiente comenzaron el 19 de septiembre de 2010, en sustitución del Canal 300. El canal potenciaba a su vez una comunidad virtual dirigida a los jóvenes.
El 1 de octubre de 2012 el canal cesó sus emisiones, dentro de la reducción de costes que hizo la radiotelevisión pública catalana. Parte de su programación pasó a Canal Super3 y El 33.
Con la renovación total del Club Super3 en 2022 de 20:00 de la tarde a las 23:00 de la noche se estrenó X3+, la continuación de 3XL y recuperando su programación.

## Historia

### 3XL.net (2000-2007)
El 15 de mayo de 2000, Canal 33 estrenó el espacio juvenil 3XL.net. El espacio se articuló no sólo como programa de televisión sino como portal web, que quiso convertirse en referencia para el público joven de habla catalana. Aunque contó con espacios informativos y reportajes para gente joven, su contenido más destacado fueron las series juveniles, y en especial la animación japonesa (anime) que no tenía cabida en el otro bloque de animación de Televisión de Cataluña, el infantil Club Super3. Sus primeros programas fueron los animes Bola de Drac, Quedes detingut, Utena y la serie juvenil canadiense Madison.
Con la división de Canal 33 en dos canales con una misma frecuencia (K3 y El 33), 3XL.net se consolidó como un espacio juvenil de referencia, y continuó estrenando series nuevas como Detective Conan, Inuyasha o Shin Chan, esta última un éxito de audiencia que trascendió al resto de televisiones de la FORTA. Durante un breve tiempo, el programa contó en la madrugada de los lunes con una edición especial llamada 3XL.nit, donde se estrenó la serie Neon Genesis Evangelion. A su vez, en 2004 se renovó el portal web para estructurarlo por módulos.

### 3XL.cat (2007 a 2010)
La introducción del dominio .cat motivó un cambio de nombre del programa, que se convirtió en 3XL.cat en 2007. El programa modificó su logotipo, introdujo nuevas series y renovó por completo su sitio web, dando la posibilidad de crear páginas personales y blogs a los usuarios. Además, se introdujo el espacio televisivo Codi 3XL, donde jóvenes explicaban lo que hacían o pensaban, y se creó un videojuego en línea, Espai8. El portal web batió su récord de usuarios registrados, y se consolidó como una de las comunidades virtuales más importantes en idioma catalán.
En el formato televisivo, el número de reportajes se redujo para primar la llegada de nuevas series, tanto en anime (como One Piece o Samurai Champloo) como de imagen real, principalmente producciones europeas y norteamericanas. Cuando desapareció K3 y en su lugar se creó el Canal Super3, 3XL.cat pasó a emitirse en el Canal 300, especializado en series y ficción. Algunas de las series de animación pasaron al Super3, y el programa redujo su duración.

### Canal 3XL (2010 al 2012)
A comienzos de 2010, surgieron distintos rumores sobre la creación de un canal juvenil con el nombre y programas de 3XL, que en los últimos meses había visto reducida su programación. Finalmente, Televisión de Cataluña confirmó en mayo que se estaba gestando el relanzamiento del bloque juvenil como un canal independiente que sustituiría al Canal 300, y estaría destinado a un público entre 16 y 25 años.
El nuevo canal se gestó como un proyecto completamente multiplataforma, donde además de la televisión se había gestado un renovado portal web con una comunidad virtual, servicios interactivos, extras y la posibilidad de ver todos los programas y series a través de vídeo bajo demanda y emisión en directo, disponible en todo el Estado español. 3XL comenzó sus emisiones el 19 de septiembre de 2010.
El 1 de octubre de 2012, durante la crisis económica global , la Corporación Catalana de Medios Audiovisuales cerró el canal 3XL dentro de un proceso de remodelación la oferta de canales de radio y televisión.

## Programación
La programación de 3XL estaba enfocada a un público joven entre los 15 y los 29 años, por lo que contaba con una fuerte presencia de ficción. La mayoría de los programas fueron extranjeros, y entre ellos destacaron series británicas (The Inbetweeners, Misfits, Skins..), estadounidenses, animación japonesa (Bleach, Death Note, One Piece, Nana), programación catalana (APM?, L'un per l'altre, Plats bruts) e incluso ciclos de cine. Las series fueron dobladas al catalán, idioma preferente de las emisiones, aunque también podían verse en su idioma original o con subtítulos.
El canal contaba con producción propia de Televisión de Cataluña, tanto específicos para el canal como reemisiones de TV3 y El 33. En ese sentido, se emitían reportajes con eventos de interés para su público que se celebren en Cataluña, como el Festival de Sitges o el Salón del Manga de Barcelona, o programas de debate para jóvenes como Dotze+1.
Uno de los aspectos más importantes de 3XL fue su vinculación con internet. En ese sentido, el canal potenció una comunidad virtual a través de su página web, a través de redes sociales e incluso en su programación, con espacios como Món 3XL que invitan a los espectadores a sumarse a la comunidad e interactuar. En su portal web también se encontraban sus series desde el primer capítulo. Los programas sólo podían verse desde España, Andorra y el departamento francés de los Pirineos Orientales.

### Producción del 3XL
- Dotze+1, programa de debate (2010)
- Món 3XL, ficción (2010)

### Producción de Televisión de Cataluña
Entre paréntesis año de estreno
- APM?, humor (2010)
- Blog Europa, docureportaje (2010)
- Crackòvia, humor (2010)
- Lo Cartanyà, humor (2011)
- Mes Dinamita, humor (2011)
- Porca Misèria, drama (2011)
- Arròs covat, humor (2011)
- Plats Bruts, comèdia (2011)

### Producción externa
Entre paréntesis el año de estreno
- Berlín, Berlín (julio del 2011)
- Bleach, anime (2010)
- Bola de Drac, anime (2012)
- Bola de Drac Z, anime (2012)
- Bola de Drac GT, anime (2012)
- Breaking Bad, drama (2011)
- Comedy Inc., humor (2010)
- Cowboy Bebop, anime (2011)
- Death Note,  anime (2010)
- Bola de Drac Z Kai, anime (2011)
- Diaris de Vampiris, drama (2010)
- El Nan Roig, comedia, ciencia ficción (2010)
- Envoltat de noies (julio del 2011)
- Eureka Seven, anime (2011)
- Evangelion, anime (2010)
- Freedom, anime (2011)
- Imp, animación (2011)
- Little Britain, serie de humor (2011)
- Nana, anime (2010)
- Nip/Tuck (julio del 2011)
- One Piece, anime (octubre del 2010)
- Saint Seiya: El Quadre Perdut, anime (2011)
- Shin Chan, anime (julio del 2011)
- Torchwood, ciencia ficción (julio del 2011)
- Townies, humor (2011)
- Yu Yu Hakusho, anime (julio del 2011)

## Audiencias
Evolución de la cuota de pantalla mensual, según las mediciones de audiencia elaborados por TN Sofres. Los datos de audiencia se refieren únicamente al territorio de Cataluña.
| Año  | Enero | Febrero | Marzo | Abril | Mayo | Junio | Julio | Agosto | Septiembre | Octubre | Noviembre | Diciembre | Media anual |
| ---- | ----- | ------- | ----- | ----- | ---- | ----- | ----- | ------ | ---------- | ------- | --------- | --------- | ----------- |
| 2010 | -     | -       | -     | -     | -    | -     | -     | -      | 1,5%       | 1,5%    | 1,4%      | 1,5%      | 1,2%        |
| 2011 | 1,5%  | 1,7%    | 1,7%  | 1,6%  | 1,4% | 1,5%  | 1,6%  | 1,8%   | 1,5%       | 1,5%    | 1,4%      | 1,5%      | 1,6%        |
| 2012 | 1,4%  | 1,6%    | 1,8%  | 1,6%  | 1,5% | 1,5%  | 1,3%  | 1,6%   | 1,5%       | -       | -         | -         | -           |